# Cathlamet
Cathlamet – miasto (town), ośrodek administracyjny hrabstwa Wahkiakum, w południowo-zachodniej części stanu Waszyngton, w Stanach Zjednoczonych, położone na północnym brzegu rzeki Kolumbia, naprzeciw wyspy Puget. W 2010 roku miasto liczyło 532 mieszkańców.
Początki osady sięgają 1846 roku, gdy James Birnie założył tutaj placówkę handlową. Oficjalne założenie miasta nastąpiło w 1907 roku.